# Ribas de Campos (kommunhuvudort)
Ribas de Campos är en kommunhuvudort i Spanien.   Den ligger i provinsen Provincia de Palencia och regionen Kastilien och Leon, i den norra delen av landet, 200 km norr om huvudstaden Madrid. Ribas de Campos ligger 776 meter över havet och antalet invånare är 177.
Terrängen runt Ribas de Campos är platt. Runt Ribas de Campos är det mycket glesbefolkat, med 6 invånare per kvadratkilometer. Närmaste större samhälle är Palencia, 15,9 km söder om Ribas de Campos. Trakten runt Ribas de Campos består till största delen av jordbruksmark.